# Estación de Torrejón de Velasco
Torrejón de Velasco fue una estación de ferrocarril situada en el municipio español de Torrejón de Velasco, en la provincia de Madrid. Las instalaciones estuvieron operativas entre 1879 y 1988.

## Historia
La estación fue levantada originalmente como parte de la línea Madrid-Ciudad Real, de ancho ibérico. Dicha línea fue construida por la Compañía de los Caminos de Hierro de Ciudad Real a Badajoz (CRB) e inaugurada en 1879, si bien un año después pasaría a manos de la compañía MZA. La estación contaba con un pequeño edificio de viajeros y varias vías de servicio.
En 1941, con la nacionalización de los ferrocarriles de ancho ibérico, las instalaciones pasaron a manos de RENFE. En la década de 1960 perdió importancia y en 1968 terminó siendo reclasificada como un apeadero sin personal, siendo derribados los edificios de servicio. En enero de 1988 se clausuraron las instalaciones y la mayor parte de la línea Madrid-Ciudad Real debido a la construcción del Nuevo Acceso Ferroviario a Andalucía. La estación acabaría siendo demolida y la vía levantada.